# Rick McCallum
Richard "Rick" McCallum (23 d'agost de 1952) és un productor de cinema americà nascut a Alemanya conegut principalment per la sèrie The Young Indiana Jones Chronicles i les dues sagues de La guerra de les galàxies.

## Vida personal
La mare de McCallum era la fotògrafa Pat York i el seu pare és l'actor Michael York. El seu avi va ser Roy Alwood McCallum, antic pilot militar. La filla de McCallum, Olivia 'Mousy' McCallum, també treballa en la indústria cinematogràfica.